# Massacro di Tlatelolco
Il massacro di Tlatelolco avvenne il 2 ottobre 1968 nella Piazza delle tre culture a Tlatelolco, Città del Messico. Non si conosce il numero esatto delle vittime: nonostante le cifre fornite da fonti governative riportino una stima di non oltre 40 o 50 morti (al momento della strage il governo parlò di 34 morti), le stime più attendibili indicano oltre 300 vittime, tutte tra i manifestanti. Il massacro avvenne dieci giorni prima dell'inizio dei Giochi della XIX Olimpiade, che si svolsero a Città del Messico dal 12 ottobre al 27 ottobre 1968.

## Gli incidenti
Il massacro fu preceduto da mesi di inquietudini politiche nella capitale messicana, con manifestazioni e proteste studentesche per appoggiare gli eventi che accadevano nel 1968 in diverse parti del mondo.
Il 27 agosto più di 200.000 studenti scesero in piazza e si accamparono nel Zócalo, per poi venir dispersi il giorno successivo dall'esercito messicano. Gli studenti volevano aumentare la propria visibilità grazie all'attenzione che c'era sulla città a causa dei Giochi olimpici del 1968. Il presidente di allora, Gustavo Díaz Ordaz, settimane prima del massacro ordinò all'esercito di occupare il Campus dell'UNAM. In quest'occasione l'esercito indiscriminatamente picchiò molti studenti e il rettore Javier Barros Sierra si dimise per protesta il 23 settembre.
Le proteste degli studenti non diminuirono. Le manifestazioni crebbero a tal punto che il 2 ottobre, dopo 9 settimane di sciopero studentesco, 15.000 studenti di varie università marciarono per le vie della città, protestando contro l'occupazione del campus. Al calare della notte 5.000 studenti e lavoratori, molti dei quali con la propria famiglia, si raccolsero nella Plaza de las Tres Culturas di Tlatelolco.
Alla fine della giornata le forze militari e politiche con mezzi blindati e veicoli da combattimento circondarono la piazza e aprirono il fuoco, puntando sulle persone che protestavano o che semplicemente passavano di lì. In breve tempo una massa di corpi coprì la piazza. Fra i feriti anche la scrittrice fiorentina Oriana Fallaci, che si trovava in un grattacielo sovrastante la piazza per controllare le azioni fra manifestanti e forze dell'ordine. Colpita da un elicottero in volo, fu creduta morta e portata in obitorio, dove un prete si rese conto che era ancora viva. La giornalista riportò tre ferite d'arma da fuoco.
Il massacro continuò tutta la notte, i soldati si accamparono negli appartamenti vicini alla piazza. Testimoni riferirono che i corpi furono spostati con camion dell'immondizia. La spiegazione ufficiale fu che facinorosi armati incominciarono a sparare verso le forze dell'ordine che per difesa personale risposero al fuoco. I media di tutto il mondo diffusero le immagini e pubblicarono la notizia dello scontro violento tra studenti e forze dell'ordine.

## Indagini sul massacro
Soltanto 29 anni dopo il massacro, nell'ottobre 1997, il congresso messicano formò un comitato per investigare sul massacro di Tlatelolco. Il comitato raccolse vari testimoni e attivisti politici dell'epoca, incluso l'ex presidente Luis Echeverría, che all'epoca era Segretario del Governo. Echeverria ammise che gli studenti erano disarmati e che l'attacco militare fu pianificato precedentemente per distruggere il movimento studentesco.
Nell'ottobre 2003, 35 anni dopo il massacro, il National Security Archive dell'Università George Washington pubblicò documenti della CIA, del Pentagono, del dipartimento di stato, dell'FBI e della Casa Bianca. I documenti rivelano che:
- in risposta alle preoccupazioni del governo messicano per la sicurezza dei Giochi olimpici, prima e durante la crisi, il Pentagono inviò in Messico radio militari, armi, munizioni e attrezzature di addestramento antisommossa;
- tra il luglio e l'ottobre 1968, la stazione CIA localizzata a Città del Messico faceva quotidianamente rapporto su quello che accadeva nella comunità universitaria e all'interno del governo. Sei giorni prima del massacro, Echeverría e il direttore della sicurezza federale messicana, comunicarono alla CIA che "la situazione sarà sotto completo controllo in breve tempo";
- il governo di Diaz Ordaz si accordò col leader studentesco Sócrates Campos Lemus, affinché questi accusasse i politici dissidenti del PRI (Partido Revolucionario Institucional), come Carlos Mandrazo, di aver orchestrato e finanziato il movimento studentesco.

## Massacro di Tlatelolco nel 1521
Nel secolo XVI Tlatelolco era già stato luogo di un massacro compiuto dai conquistadores spagnoli e i loro alleati indigeni contro gli aztechi il 13 agosto 1521, durante il quale vennero uccise circa 40.000 persone, decretando de facto la fine della civiltà azteca e il termine della guerra di conquista spagnola.